# The Man with Two Brians
The Man with Two Brians (titulado El hombre con los dos Brian en España y Los dos Brian en Hispanoamérica) es el quinto episodio de la séptima temporada de la serie Padre de familia emitido el 9 de noviembre de 2008 a través de FOX.  La trama se centra en Brian, el cual tras salvar a Peter por cometer una temeridad y lesionarse en el intento, la familia se preocupa de que se está haciendo viejo por lo que Peter trae a casa un nuevo perro.
El episodio fue escrito por John Viener y dirigido por Dominic Bianchi siendo este su primer capítulo como director. Las críticas recibidas fueron en su mayoría positivas tanto por el argumento como por las referencias culturales. Según la cuota de pantalla Nielsen fue visto por 8,60 millones de televidentes.

## Argumento
A pesar de la peligrosidad, Peter y sus amigos tras ver Jackass deciden emular a los actores. En una de las escenas a imitar, Peter pretende tirarse al lago mientras vuela por los aires ayudado por un coche y una rampa que le sirve de potencia, sin embargo se estrella contra los árboles y cae dentro de la superficie malherido con riesgo de ahogarse por lo que Brian intenta salvarle la vida, pero también se rompe la espalda. Finalmente los dos son rescatados por Joe. Al llegar a casa, Lois le recrimina a Peter el poner en peligro la vida del can por su estupidez. Esto hace pensar a Peter que Brian ya no es tan joven como antaño y tras disculparse con su amigo trae a casa un nuevo perro al que llama "Nuevo Brian". Su personalidad empalagosa y positiva hace la delicia de la familia a excepción de Stewie que ve al nuevo como un sustituto que "amenaza" con convertir a los demás en "idiotas". Tras confirmarse las sospechas de este, Brian decide abandonar a los Griffin y busca un nuevo hogar (casualmente dentro del vecindario).
Harto de los constantes cariños del nuevo perro, Stewie le pide a Brian que regrese, sin embargo este le responde que mientras esté allí, los Griffin ya no son su hogar, por lo que el lactante decide enfrentarse a Nuevo Brian y decirle que a nadie le hace gracia sus juegos entre los que se encuentra: frotarse contra la pata de la silla, pero cuando este replica con sorna que a Rupert sí, Stewie le mata y escribe una falsa nota de suicidio. 
Finalmente los Griffin dan la bienvenida al perro de siempre, mientras Stewie aparece en la ducha limpiando a Rupert completamente traumatizado por lo que le hizo.

## Producción
El capítulo fue escrito por John Viener y dirigido por Dominic Bianchi. Para la escena de la animatica en la que Brian rescata a Peter de morir ahogado recurren a uno de los hilos musicales de la película: Rambo: First Blood Part II. La escena en la que Peter aparece con el cuello roto y el diseño de Nuevo Brian fueron diseñados por Seth MacFarlane. En un principio el nuevo personaje iba a ser un Golden Retriever, pero lo cambiaron por el colorido del can. Otro cambio significativo fue la secuencia en la que Peter iba disfrazado con el supertraje de la serie de televisión The Greatest American Hero (El gran héroe americano), en la que tenían pensado poner la banda sonora de E. T. Debido a cuestiones de tiempo, varias escenas fueron descartadas.
El actor Johnny Knoxville colaboró como artista invitado para prestarle voz a su propio personaje de Jackass. El guionista de Padre de familia: John Viener prestó su voz a Nuevo Brian.

### DVD
El 16 de junio de 2009 salió a la venta la séptima edición del DVD, el cual incluye el episodio junto con otros cuatro primeros de la séptima y varios de la octava. Como extras, incluye comentarios de audio, escenas eliminadas e indultadas y la edición en animatica.